# Andreas Schmidt
Andreas Schmidt (Düsseldorf, 30 de junio de 1960) es un barítono lírico alemán. Actualmente no está en activo y ejerce como profesor de canto.
Estudió música de iglesia y coral con su padre Hartmut Schmidt y luego canto con Ingeborg Reichelt y Dietrich Fischer-Dieskau. 
Debutó en 1984 como Malatesta en Don Pasquale en la Deutsche Oper de Berlín y se incorporó al elenco estable de esa casa de ópera. Ha cantado en la Ópera del Estado de Hamburgo, Staatsoper Unter den Linden de Berlín, Ópera Estatal de Baviera de Múnich, Ópera Estatal de Viena, Gran Teatro de Ginebra, Royal Opera House de Londres, Gran Teatro del Liceo de Barcelona, Teatro alla Scala de Milán y Metropolitan de Nueva York. 
Como cantante de oratorios actuó dirigido por Peter Schreier, John Eliot Gardiner y otros, y es también un destacado liederista, que ha colaborado con Daniel Barenboim, Vladímir Áshkenazi, Geoffrey Parsons y otros destacados acompañantes.
Al igual que su maestro Dietrich Fischer-Dieskau, ha sido un reputado cantante wagneriano. Debutó en el Festival de Bayreuth en 1996 como Beckmesser en Los Maestros Cantores de Nuremberg en la producción de Wolfgang Wagner musicalmente dirigida por Daniel Barenboim, cantando también Amfortas en Parsifal y Kurwenal en Tristan und Isolde. Su interpretación de Wolfram von Eschenbach de Tannhäuser fue también muy celebrada.
Desde el año 2007 es profesor de canto en la Hochschule für Musik Carl Maria von Weber de Dresde.

## Honores
- 1983 Deutscher Musikwettbewerb
- 1995 Freie Akademie der Künste.
- 1997 Kammersänger por el Senado de Hamburgo.